# Щербинка (городской округ Домодедово)
Щербинка — деревня в городском округе Домодедово Московской области России. До муниципальной реформы входила в состав Домодедовского района.

## Население
| 2002 | 2010 |
| ---- | ---- |
| 16   | ↗27  |

## Как добраться
Деревня расположена в 15 километрах на юг от МКАД. Добраться до неё можно по Симферопольскому шоссе, Каширскому шоссе, Домодедовскому шоссе и трассе А 107.
Общественный транспорт (автобусы 57 и 59) до Щербинки ходит от станции Подольск. Собственного почтового отделения в деревне нет, ближайшее находится в селе Константиново.

## Улицы
В деревне всего две улицы: Щербинка, по которой нумеруются все дома в деревне, и Дальняя, которая также проходит по близлежащей деревне Кучино.

## Примечательные места

### Щербинское городище
Городище раннего железного века на правом берегу Пахры. Эталонный памятник Дьяковской культуры. Клады, наконечники стрел, фрагмент меча, уникальные предметы культуры и быта и другие артефакты, найденные здесь при раскопках 1961-1964 годов, находятся в музее истории Москвы. В настоящее время находится под угрозой полного разрушения из-за незаконных земляных работ, проведенных в 2021 году.  

### Щербинское селище
Селище находится к северо-востоку от деревни на правом берегу реки Пахры. Во время археологических исследований на месте селища были найдены обломки гончарных древнерусских и позднесредневековых сосудов.

### Борисоглебское городище
Городище расположено к востоку от деревни. Культурный слой содержит материалы дьяковской культуры, древнерусской и позднего средневековья. В дьяковском слое были обнаружены лепная керамика, миниатюрные сосуды, дьяковские грузики, пряслица, обломки кирпичей и большое число керамических женских фигурок. Находки дают повод предполагать, что на этом месте находилось культовое место в дьяковское время. В древнерусском и позднесредневековом слоях были найдены: гончарная керамика, железные ножи, ключи и фрагменты цилиндрических замков.
Также на территории городища находится заброшенное кладбище с одной огороженной могилой. Остальная часть кладбища представляет собой кресты без каких-либо надписей.
В настоящее время большая часть бывшего городища оказалась завалено свалкой, что вызывает серьезную озабоченность археологов.

### Храм Бориса и Глеба
Впервые деревянная церковь Бориса и Глеба упоминается в приходных окладных книгах Патриаршего казенного приказа в 1628 году. Каменная церковь, сохранившаяся до наших дней, была построена в 1795 году на средства Екатерины Головкиной. Основу церкви составлял восьмерик, перекрытый сомкнутым сводом, и колокольня. Алтарь и притворы были построены в два яруса, фасад был украшен портиками и нишами. В 1858 году к колокольне с восточной стороны был пристроен ещё один алтарь, а в нижнем ярусе размещен храм Рождества Богородицы. В 1896 году рядом с церковью появилось здание церковно-приходской школы. В советское время верх колокольни был сломан, а здания храмов объединены в одно строение, которое использовалось в качестве склада. Все внутреннее убранство было либо украдено, либо уничтожено. В настоящее время община верующих пытается вернуть храмовый комплекс в ведение РПЦ.

### Щербинский полигон
Площадь полигона составляет 123,45 га. Полигон возник в середине XX века на месте отработанных песчаных карьеров. Первоначально на полигоне складировались твёрдые бытовые отходы, однако в 1960-е годы там началось захоронение радиоактивных отходов Подольского химико-металлургического завода — отработанный лопаритовый концентрат. Поскольку возникновение полигона было стихийным, то экранирование основания перед эксплуатацией не проводилось. К началу 1980-х захоронение лопаритового концентрата прекратилось, но количество радиоактивного мусора на полигоне остается неизвестно. Радиоактивность отложений рек Пахры и Конопельки рядом с полигоном в 10-20 раз превышает фоновую. В 1988 году полигон был закрыт
.